# Abbaye bénédictine de Saalfeld
L'abbaye bénédictine de Saalfeld est une ancienne abbaye bénédictine à Saalfeld, dans le Land de Thuringe et le diocèse d'Erfurt.

## Histoire
Le roi franc oriental et futur empereur Henri II fait don de la zone autour de la résidence royale (de), mentionnée le 11 mars 899 sous le nom de salauelda, la provincia Salaveld, avec d'autres biens impériaux et la résidence royale, lieux du culte païen à Hoheneiche, sur une ancienne route militaire et commerciale de la Saale à la Main en 1012, le comte palatin Ezzo de Lotharingie qui va épouser Mathilde de Germanie, la fille de Henri II, dans le cadre d'un accord de paix. À ce don vient en 1016 la résidence royale stratégiquement importante sur le Rhin Duisbourg et la résidence impériale de Kaiserswerth (de) à Düsseldorf. La fille d'Ezzo, Richezza, aurait légué la possession d'après des documents falsifiés 1056 l'archevêché de Cologne. Le frère de Richeza, l'archevêque Hermann II de Cologne, devait assurer l'héritage de la famille par ce transfert, mais meurt l'année de son entrée en vigueur.
Lorsque le nouvel archevêque Annon II reprend l'héritage de Richeza, décédée le 21 mars 1063 au palais royal de Saalfeld, il demande aux chanoines de la paroisse historique de fonder une église consacrée à Marie et aux apôtres Pierre et Paul. Une petite chapelle chrétienne primitive aurait été construite là où les chanoines érigent le maître-autel de l'église abbatiale. En 1071, Annon confie aux moines bénédictins de l'abbaye de Michaelsberg, l'ancienne forteresse ancestrale d'Ezzo, et l'église Saint-Pantaléon pour installer la réforme de Siegburg (de) qui est sa vision de la réforme de Cluny.
Il fonde le monastère bénédictin Saints-Pierre-et-Paul. L'abbaye reçoit en 1074 un pouvoir spirituel et des biens étendus et est confirmée en 1124 par le pape Honorius II et en 1125 par l'archevêché de Mayence. Le lieu devient rapidement le centre ecclésiastique du pouvoir dans l'est de la Thuringe et le point de départ de la christianisation et du peuplement de la région. L'empereur Frédéric Barberousse fonde en 1180 la ville libre d'empire de Saalfeld à partir du château Hoher Schwarm. Un deuxième hameau, le village de pêcheurs d'Altsaalfeld, se situe sur les rives de la Saale. L'abbaye est maintenant aux portes de la ville médiévale, qui est mise en gage en 1208, par le roi Otton IV à la maison de Schwarzbourg, ce statut est perdu en 1212, Saalfeld devient le fief des Schwarzbourg.
L'historien Lambert de Hersfeld, qui passe plusieurs semaines au monastère de Saalfeld, rend compte de la fondation du monastère. Ses chroniques sont pendant de nombreuses années les seules sources écrites de l'histoire de l'abbaye et de la région, comme aussi des prieurés de Cobourg et de Probstzella. L'abbaye de Saalfeld revendique le statut d'abbaye impériale. En 1497, l'empereur Maximilien fournit à l'abbaye les insignes impériaux.
La guerre des Paysans allemands en 1525 endommage fortement les bâtiments de l'abbaye. Avec la Réforme protestante, le monastère est sécularisé en 1526. Le dernier abbé Georg von Thüna (de) vend les bâtiments aux comtes de Mansfeld. De 1677 à 1720, le château de Saalfeld (de) est construit sur le site de l'ancienne abbaye bénédictine, dont les bâtiments, comme la basilique romane, sont démolis en 1676.